# Isidoro di Carace
Isidoro di Carace (in greco antico: Ἰσίδωρος ὁ Χαρακηνός?, Isídōros ho Charakēnós; in latino Isidorus Characenus; I secolo a.C. – I secolo) è stato un geografo greco antico; di lui si conosceva solo il nome e che scrisse almeno un'opera.

## Nome
L'appellativo “di Carace” è stato attribuito a Isidoro da W.H. Schoff, che ha tradotto e pubblicato le sue opere, per indicarne la provenienza dalla città di Carace in Characene, all'estremità settentrionale dell'odierno Golfo Persico. Va comunque evidenziato che charax (carace), in greco, significa semplicemente palizzata ed esistevano numerose città con questo nome.

## Le stazioni della Partia
L'opera più conosciuta di Isidoro è Le stazioni della Partia (in greco antico: Σταθμοί Παρθικοί?, Stathmoí Parthikoí; in latino Mansiones Parthicae), un itinerario lungo la via commerciale terrestre che univa  Antiochia all'India attraverso le stazioni carovaniere mantenute dall'Impero partico. Le distanze sembrerebbero essere fornite in scheni (corde) (unità di misura lineare di valore controverso). L'opera è stata scritta successivamente all'anno 26 a.C., l'autore fa infatti riferimento alla rivolta di Tiridate II contro Fraate IV, risalente appunto all'anno 26 a.C. Nella sua forma attuale, Le stazioni della Partia sembra essere il sunto di un'opera più ampia. Un riferimento di Ateneo di Naucrati suggerisce che il titolo di questa opera più ampia fosse Un viaggio in Partia (τὸ τῆς Παρθίας περιηγητικόν, tò tēs Parthías periēgētikón). Il riferimento fatto da Ateneo, non incluso nell'odierna versione de Le stazioni della Partia, descrive la raccolta delle perle.
Plinio il Vecchio fa riferimento a una "descrizione del mondo" commissionata dall'imperatore Augusto "per raccogliere tutte le informazioni sull'oriente nel momento in cui suo figlio maggiore era in procinto di partire per l'Armenia e prendere il comando contro i Parti e gli Arabi", questo accadeva nel 1 a.C. circa. Plinio si riferisce all'autore come "Dionysius", ma Schoff ritiene che si tratti di un errore e che si riferisca a Isidoro. Isidoro viene citato da Plinio per le rilevanti misurazioni delle distanze geografiche.
Anche lo scrittore satirico Luciano di Samosata, nel II secolo, cita un Isidoro (sebbene non necessariamente lo stesso Isidoro) per considerazioni sulla longevità; Luciano non indica però il titolo dell'opera che sta citando.
Una collezione di traduzioni di vari frammenti attribuiti a Isidoro di Carace è stata pubblicata nel 1914 da Wilfred Harvey Schoff in un opuscolo di 46 pagine con commentario. La traduzione de Le stazioni della Partia in questo volume è a cura di Karl Müller.